# Deutsch-Französischer Kulturrat
Der Deutsch-Französische Kulturrat (DFKR; französisch Haut Conseil Culturel Franco-Allemand, HCCFA) ist eine permanente Einrichtung, die die deutsch-französische Zusammenarbeit im Bereich der Kunst und der Kultur organisiert. Der 1988 gegründete Rat soll den kulturellen Austausch stärken und auch Verbindungen zwischen den Zivilgesellschaften beider Länder knüpfen.

## Geschichte und Aufgabe
Anlässlich des 48. Deutsch-französischen Gipfels in Frankfurt am Main am 27. und 28. Oktober 1986 beschlossen der französische Präsident François Mitterrand und der Bundeskanzler Helmut Kohl die Zusammenarbeit im Bereich Kultur und Kunst zu intensivieren. Zwei Jahre später, am 22. Januar 1988, führte ein Notenwechsel zur Gründung eines Deutsch-Französischen Kulturrats. Letzterem wurden dabei folgende Aufgaben zugeschrieben:

„a) Gemeinsame kulturelle Aktivitäten anzuregen,
b) Den Regierungen Vorschläge zu unterbreiten, wie diese Aktivitäten gefördert werden können,
c) Dazu beitragen, daß für die kulturelle Zusammenarbeit beider Länder wesentliche Informationen gesammelt und der interessierten Öffentlichkeit zugänglich gemacht werden.“

Der Rat sollte weiterhin als Schnittstelle zwischen der öffentlichen Hand und den Kulturschaffenden aus beiden Ländern fungieren. Er berät also beide Regierungen als unabhängiges Gremium zu gemeinsamen Fragen aus Kunst, Kultur und Bildung.
Ab der Jahrtausendwende nahm die Überwindung der bilateralen Kulturbeziehungen und die Einbeziehung anderer europäischer Staaten einen immer wichtigeren Platz ein (z. B. mit dem Weimarer Dreieck). Diese Erweiterung der eigentlichen Aufgaben wurde als unerlässliche Maßnahme auf dem Weg zu einem besseren Verständnis und einer verbesserten europäischen Kooperation hin gesehen.

## Organisation
Der Rat bestand bis 2010 aus jeweils zehn französischen und deutschen kulturell bedeutsamen Persönlichkeiten, die für vier Jahre berufen wurden. Es sollten möglichst alle Kulturbereiche vertreten sein (Theater, Musik, Museen, Kulturerbe, Geschichte, Urheberrechtsverwaltung, Kulturstiftungen, Verlage). Gegenwärtig sind es zwölf Mitglieder, die in den Rat gewählt werden. Die Arbeit des Rates wird von zwei Generalsekretariaten koordiniert, die sich beide in Saarbrücken befinden.
Die Mitglieder kommen zweimal jährlich zusammen, abwechselnd in Frankreich und Deutschland.    

## Aktivitäten
- Durchführung eines trinationalen Arbeitstreffens von Theaterhochschulen aus den Staaten des Weimarer Dreiecks und Organisation von Kolloquien in Polen über die Bedingungen künstlerischen Schaffens in der erweiterten EU (2003–2005).
- Gründung der deutsch-französischen Jugendzeitung EXTRA im Jahr 2004 zusammen mit der Stiftung für die deutsch-französische kulturelle Zusammenarbeit
- Diverse Empfehlungen zum Schutz des künstlerischen Schaffens und des geistigen Eigentums im Zeitalter der Digitalisierung
- Forderung an die Europäische Union der Einführung eines Artikels über Kunst und Kultur in die Europäischen Verträge.